# Гостиловский сельский округ
Гостиловский сельский округ — упразднённая административно-территориальная единица, существовавшая на территории Воскресенского района Московской области в 1994—2006 годах.
Гостиловский сельсовет был образован в 1923 году в составе Спасской волости Бронницкого уезда Московской губернии. В 1929 году он был упразднён.
В 1926 году Гостиловский с/с включал 1 населённый пункт — деревню Гостилово.
В 1929 году Гостиловский с/с был восстановлен в составе Воскресенского района Коломенского округа Московской области путём объединения Фединского с/с бывшей Спасской волости и Троице-Зотовского с/с бывшей Чаплыженской волости.
17 июля 1939 года к Гостиловскому с/с был присоединён Новлянский с/с.
14 июня 1954 года к Гостиловскому с/с были присоединены Константиновский и Петровский с/с.
22 июня 1954 года селение Городище было передано из Гостиловского с/с в Марчуговский с/с, а территория детского дома — в Маришкинский с/с.
27 августа 1958 года селения Верзилово, Муромцево и Троице-Зотово были переданы из Гостиловского с/с в Степанщинский с/с.
12 декабря 1959 года в Гостиловский с/с из Степанщинского были возвращены селения Верзилово, Муромцево и Троице-Зотово; из Марчуговского с/с в Гостиловский были переданы селение Городище и Городищенское отделение совхоза «Можерез»; из Ратчинского с/с в Гостиловский было передано селение Ратмирово.
1 февраля 1963 года Воскресенский район был упразднён и Гостиловский с/с вошёл в Люберецкий сельский район. 11 января 1965 года Гостиловский с/с был возвращён в восстановленный Воскресенский район.
30 мая 1978 года в Гостиловском с/с было упразднено селение Троице-Зотово.
23 июня 1988 года в Гостиловском с/с была упразднена деревня Верзилово.
3 февраля 1994 года Гостиловский с/с был преобразован в Гостиловский сельский округ.
В ходе муниципальной реформы 2004—2005 годов Гостиловский сельский округ прекратил своё существование как муниципальная единица. При этом все его населённые пункты были переданы в сельское поселение Фединское.
29 ноября 2006 года Гостиловский сельский округ исключён из учётных данных административно-территориальных и территориальных единиц Московской области.